# کارل بارت
کارل بارت (انگلیسی: Karl Barth; ۱۰ مهٔ ۱۸۸۶ – ۱۰ دسامبر ۱۹۶۸)کشیش، نویسنده و محقق دینی اهل سوئیس بود که اصلاحات عمده‌ای در پروتستانتیسم و عقاید کالوینیسم به وجود آورد و الهیات دیالکتیک را بنیاد نهاد. او را مهم‌ترین اصلاحگر پروتستان قرن بیستم نام نهاده‌اند.

## زندگی‌نامه
بارت در ۱۰ می ۱۸۸۶ در شهر بازل سوئیس به دنیا آمد پدرش فردریش بارت کشیش و محقق دینی بود. کودکی را نزد پدر و مادرش آنا کاترین گذراند و سپس عازم برن گردید. از سال ۱۹۱۱بمدت ده سال کشیش کالونی شهر سافنویل کانتون آرگاو بود و در سال ۱۹۱۳ ازدواج کرد و صاحب چهار فرزند شد. از سال ۱۹۳۰ تا ۱۹۳۵ به آلمان رفت و استاد الهیات و کشیش در توبینگن و بن بود. بواسطه مخالفت با سیاست‌های هیتلر و دولتی‌سازی کلیسا توسط رژیم نازی، در سال ۱۹۳۵ آلمان را ترک و به سوئیس بازگشت.
فعالیت‌های او بعد از جنگ جهانی دوم بر بازگشت اقتدار کلیسا و برقراری آشتی بین‌المللی استوار بود. او در اعلامیه ۱۹ اکتبر سال ۱۹۴۵ اشتوتگارت که توسط شورای کلیسای انجیلی در آلمان صادر گردید و در آن به کوتاهی کلیسا در تقابل با نازی‌ها اعتراف شده بود، شرکت نمود.
بارت در دهه ۵۰ و ۶۰ میلادی استاد الهیات دانشگاه بازل بود و هم‌زمان به فعالیت‌های صلح طلبانه ادامه می‌داد و مخالف رشد نظامی آلمان بود. او در سال ۱۹۶۲ پس از بازنشستگی در سفری به آمریکا در دانشگاه‌های چندین ایالت سخنرانی داشت و در آوریل ۱۹۶۲ تصویر او در روی جلد مجله تایم چاپ گردید.

## عقاید

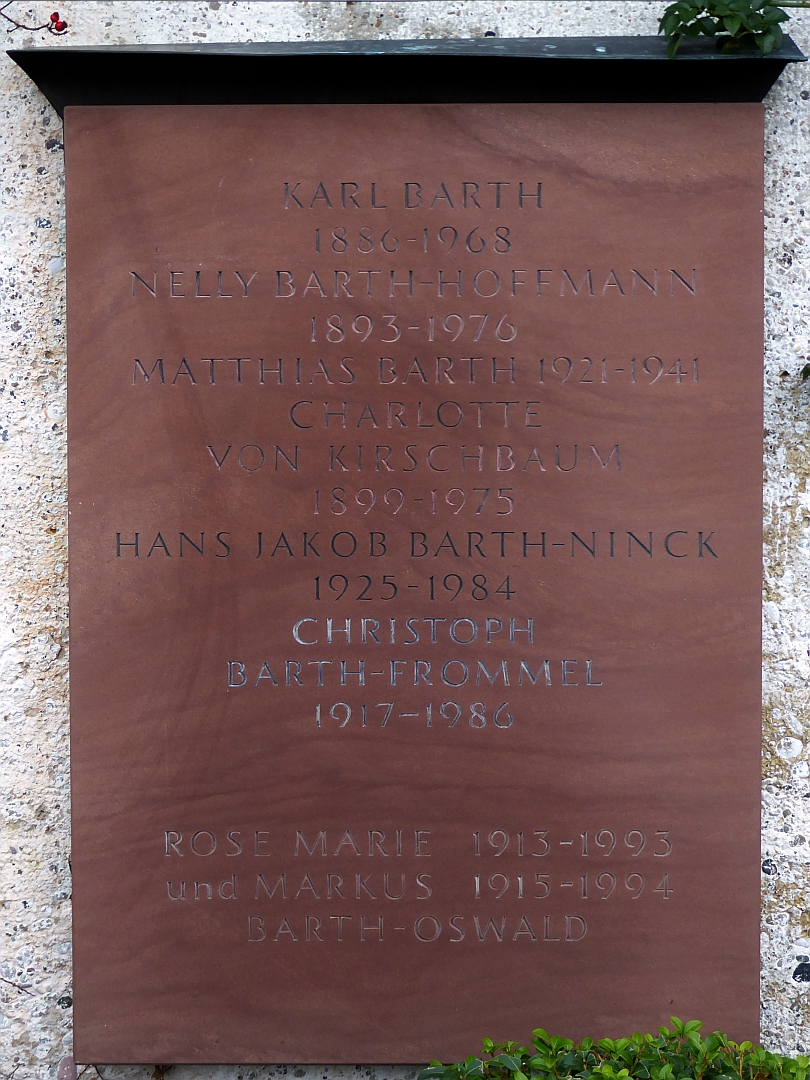
مقبره کارل بارت

عقاید بارت از مسیحیت آزاداندیش قرن نوزدهم فاصله گرفته بود همچنین او شباهت‌های عقایدش به ارتودوکس مدرن را، انکار می‌کرد. او دکترینی را به وجود آورد که به الهیات کلامی مشهور گردید و از مشخصات بارز آن اعتقاد به حاکمیت الهی، قضا و قدر در سرنوشت انسان و تمایز کیفی نامتناهی بین انسان و قدرت الهی بود. هرچند عقاید او در طی دوران زندگی دستخوش تغیرات شده بود ولی اعتقادات مسیحیت کلامی او بر پایه عمده‌ترین اثرش یعنی الهیات نظری کلیسا (Church Dogmatics) که در ۱۳ جلد تدوین یافته بود، استوار بود.